# جدجد ناقص الأجنحة
جدجد ناقص الأجنحة (الاسم العلمي:Gryllus miopteryx) هو نوع من الحشرات يتبع جنس الجدجد من فصيلة الجداجد الحقيقية.